# Louis Vivien de Saint-Martin
Louis Vivien, all'anagrafe Louis Vivien de Saint-Martin (Saint-Martin-de-Fontenay, 17 maggio 1802 – Versailles, 26 dicembre 1896), è stato un cartografo, geografo e storico francese.

## Biografia
Louis Vivien divenne noto per la pubblicazione di Carte électorale et administrative (1823) e di Atlas universel très complet (1825) e, dal 1828, per la sua collaborazione di Bibliomappe con Jacques Charles Bailleul.
Vivien è stato un geografo in primo luogo, sotto la Monarchia di luglio, ma la casa editrice Pourrat frères lo fece scrivere in altri settori, come la storia (con Histoire générale de la Révolution française e Histoire de Napoléon), e le traduzioni di opere in inglese, come i romanzi di Walter Scott.
Redattore di Nouvelles annales des voyages, tra il 1845 e il 1854, e dell'Athenæum français (1847-1848), ha contribuito in molti periodici (Le Constitutionnel, Revue contemporaine, Revue germanique, La Presse). Egli scrisse anche L'Année géographique tra il 1863 e il 1875.
Egli in particolare ha intrapreso tre opere monumentali, Histoire des découvertes géographiques, un Nouveau dictionnaire de géographie universelle e Atlas universel de géographie.
Presidente onorario della Société de Géographie di cui è stato uno dei fondatori, vincitore della Académie des inscriptions et belles-lettres, membro della Société Asiatique, della Société d'ethnologie e un gran numero di società scientifiche e accademie europee. Vivien de Saint-Martin era un ufficiale della Legion d'onore.

## Opere principali
- Histoire générale de la Révolution française, de l'Empire, de la Restauration, de la Monarchie de 1830, jusques et compris 1841 (6 volumi), Parigi, Pourrat frères, 1841-1842.
- Histoire de Napoléon et de l'Empire (2 volumi), Parigi, Pourrat frères, 1844.
- Histoire des découvertes géographiques des nations européennes dans les diverses parties du monde (2 volumes), Parigi, Arthus-Bertrand, 1845-1846.
- Recherches sur les populations primitives et les plus anciennes traditions du Caucase, Parigi, Arthus-Bertrand, 1847.
- Études de géographie ancienne et d'ethnographie asiatique (2 volumi), Parigi, Arthus-Bertrand, 1850-1852.
- Description historique et géographique de l'Asie mineure (2 volumi), Parigi, Arthus-Bertrand, 1852.
- Étude sur la géographie grecque et latine de l'Inde, Parigi, Imprimerie impériale, 1858.
- Étude sur la géographie et les populations primitives du nord-ouest de l'Inde, d'après les hymnes védiques, Parigi, Imprimerie impériale, 1860.
- Le Nord de l'Afrique dans l'antiquité grecque et romaine, étude historique et géographique, Parigi, Imprimerie impériale, 1863.
- Histoire de la géographie et des découvertes géographiques depuis les temps les plus reculés jusqu'à nos jours, Parigi, Hachette, 1873.
- Con Franz Schrader: Atlas universel de géographie construit d'après les sources originales et les documents les plus récents, Paris, Hachette, 1876-1915.
- Con Louis Rousselet: Nouveau dictionnaire de géographie universelle (9 volumes), Parigi, Hachette, 1879-1900.